# ليفي غارسيا
ليفي غارسيا (مواليد 20 نوفمبر 1997) هو لاعب كرة قدم من ترينيداد وتوباغو يلعب في مركز الجناح الأيمن في نادي أيك أثينا.

## وصلات خارجية
- ليفي غارسيا على موقع الاتحاد الأوربي (الإنجليزية)
- ليفي غارسيا على موقع إي إس بي إن إف سي (الإنجليزية)
- ليفي غارسيا على موقع قاعدة بيانات كرة القدم.إي يو (الإنجليزية)
- ليفي غارسيا على موقع ناشيونال فوتبول تيمز (الإنجليزية)
- ليفي غارسيا على موقع Soccerway.com (الإنجليزية)
- ليفي غارسيا على موقع عالم كرة القدم.نت (الإنجليزية)
- ليفي غارسيا على موقع AS.com (الإسبانية)